# 浜地文平
浜地 文平（はまち ぶんぺい、明治26年（1893年）2月22日 - 昭和61年（1986年）6月21日）は、昭和期の日本の政治家。衆議院議員（当選8回）、皇學館大学理事長（第3代）などを務めた。三重県度会郡吉津村（現・南伊勢町）出身。

## 来歴・人物
伊勢度会郡吉津村の寒村で貧農の出身。三重県師範学校（後の三重大学教育学部）を卒業。その後、郷里の吉津小学校の教壇に立っていた。戦前からの政治家で戦前派代議士であった。30歳で吉津村長に就任、その後大湊町長を経て三重県議会議員を4期務める。昭和12年（1937年）の第20回衆議院議員総選挙に三重県第2区から立憲政友会公認で立候補して初当選、その後通算8回総選挙に当選した。衆議院予算委員会委員・運輸政務次官・災害対策特別委員長・衆議院懲罰委員長・自由民主党総務委員長・地方行政絵委員長・自由民主党財務委員・衆議院農林水産委員長などの要職を歴任。水産業界に造詣が深く水産団体（日本鰹鮪漁業連合会長及び日本漁船保険協会理事長）などの重要な役職についている水産族で、又保守的な文教族として鳴らした。趣味も多彩で書道・随筆・短歌専門で短歌は蛍句と号し歌集「つゆ草」があり、「人生行旅」の著作がある。戦後も公職追放期間中を除き長く議員の職にあり、昭和41年（1966年）勲一等瑞宝章を受章。これを機に、当時三重県議会議員だった藤波孝生を後継に指名し、政界を引退した。また、神道に造詣が深く、昭和55年（1980年）に井野碩哉の後を受けて皇學館大学理事長に就任し、昭和57年（1982年）まで務めた。昭和61年（1986年）6月21日、93歳にて死亡。

## 所属政党
- 公職追放前：立憲政友会→政友会革新派（革新同盟、中島派ともいう。総裁・中島知久平）→翼賛議員同盟→翼賛政治会→大日本政治会→日本進歩党
- 公職追放解除後：自由党鳩山派→日本民主党→自由民主党（河野一郎派）